# 494
| 494                |
| ------------------ |
| Dødsfald - Fødsler |
|                    |

| Gregoriansk kalender | 494 CDXCIV              |
| Ab urbe condita      | 1247                    |
| Armensk kalender     | I/T                     |
| Kinesiske kalender   | 3190 – 3191 癸酉 – 甲戌 |
| Etiopisk kalender    | 486 – 487               |
| Jødisk kalender      | 4254 – 4255             |
| Hindukalendere       |                         |
| - Vikram Samvat      | 549 – 550               |
| - Shaka Samvat       | 416 – 417               |
| - Kali Yuga          | 3595 – 3596             |
| Iransk kalender      | 128 BP – 127 BP         |
| Islamisk kalender    | 132 BH – 131 BH         |

Se også 494 (tal)

## Begivenheder
- Nordkinas hovedstad flyttes til Luoyang.